# Arthur Knautz
Arthur Knautz, nemški rokometaš, * 20. marec 1911, Daaden, † 6. avgust 1943.
Leta 1936 je na poletnih olimpijskih igrah v Berlinu v sestavi nemške rokometne reprezentance osvojil zlato olimpijsko medaljo.